# CSI: Miami
CSI: Miami (no Brasil, C.S.I.: Miami) é uma série de televisão americana que mostrou o trabalho de investigação criminal de uma equipe em Miami. O seriado foi o primeiro spin-off e segunda série da franquia CSI: Crime Scene Investigation.
O primeiro episódio foi exibido nos Estados Unidos em 9 de maio de 2002, como um episódio de CSI e foram produzidas 10 temporadas. A série foi produzida conjuntamente entre a Alliance Atlantis e a CBS Television Studios.
CSI: Miami, em 12 de outubro de 2011, voltou a ser exibido pelo canal Sony, em sua 10ª temporada no Brasil, após seis anos sendo transmitido pelo canal AXN, e também pela Rede Record, na rede aberta de canais.
Em Portugal, a série estreou no AXN a 5 de novembro de 2002, onde permaneceu até outubro de 2015. No dia 3 de fevereiro de 2005, começou a ser exibida na SIC. Atualmente, a série está a ser transmitida pelo Star Channel (anteriormente FOX), desde 2016. 
Após 10 anos, a versão em Miami foi a primeira série derivada de CSI a ser oficialmente cancelada pelo canal CBS.

## Enredo

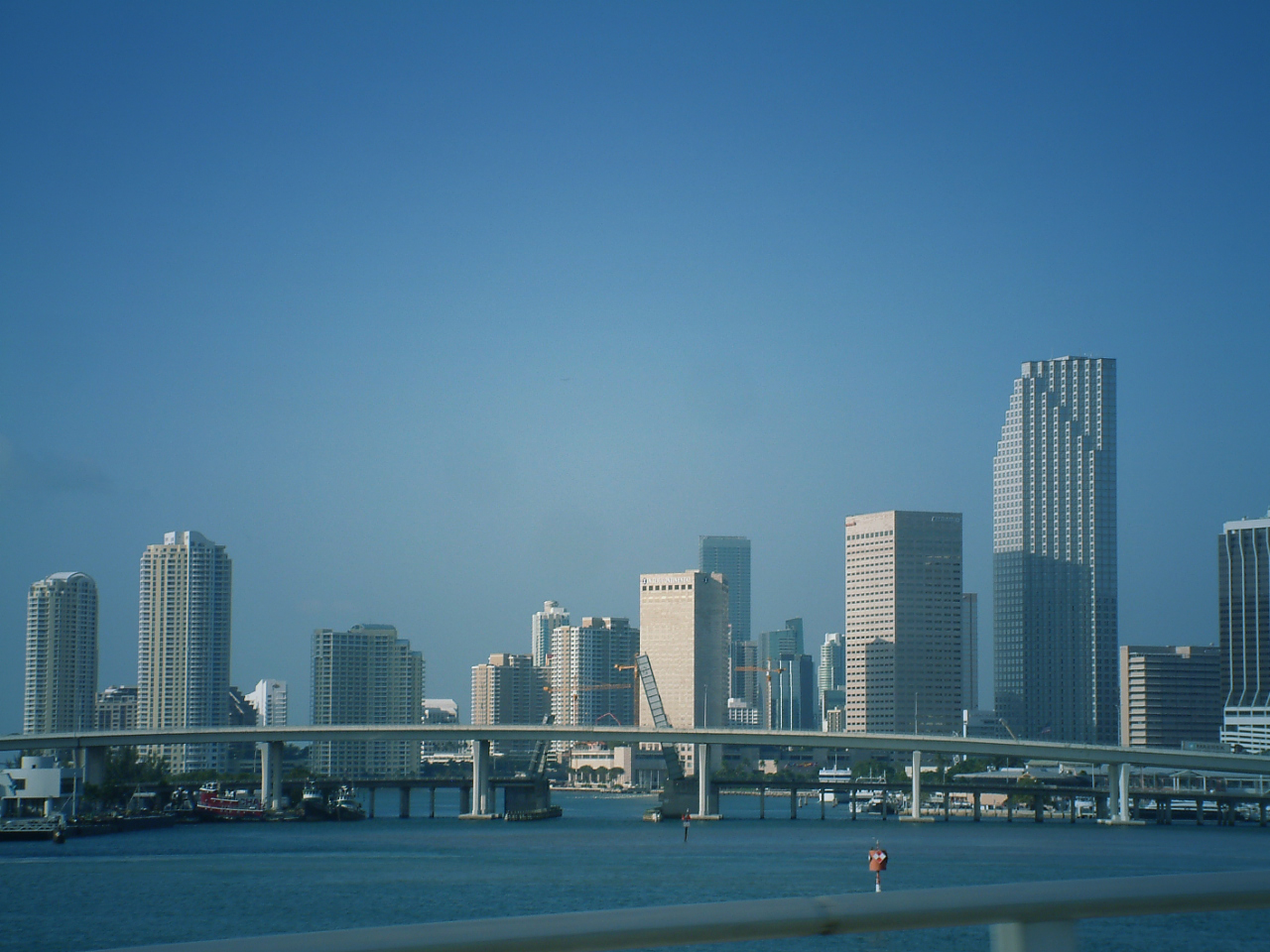
Miami

Após o grande sucesso da série original, uma segunda série nos mesmos formatos do CSI: Crime Scene Investigation foi criada. Surgiu, então a série CSI: Miami, que teve seu primeiro episódio derivado do episódio Cross-Jurisdictions da série original, ocorrido no final de sua segunda temporada e que foi ao ar em 9 de maio de 2002. Neste episódio, os CSIs Warrick Brown e Catherine Willows vão a Miami ajudar os CSIs locais a resolver o assassinato do ex-chefe de polícia de Las Vegas, que foi encontrado morto após uma festa em sua residência. Sua filha de 7 anos e sua esposa, porém, foram levadas para Miami.
A partir daí a equipe de Horatio Caine (David Caruso), Calleigh Duquesne (Emily Procter), Eric Delko (Adam Rodriguez), Alexx Woods (Khandi Alexander) e Tim Speedle (Rory Cochrane) continuaram a série cuidando de casos misteriosos e muitas vezes inexplicáveis na ensolarada Miami. Ao longo da série ocorreram algumas mudanças de elenco com a saída de Kim Delaney e a entrada de Sofia Milos (Yelina Salas). Na terceira temporada o personagem de Rory Cochrane foi morto em um tiroteio e foi substituído por (Jonathan Togo) Ryan Wolfe. Apesar dessas mudanças no elenco, a fórmula original de série não mudou. Os episódios geralmente apresentam um caso apenas e contém muito mais ação que o CSI original, porém, diferente dos outros dois seriados, os investigadores de Miami se envolvem muito mais com as vítimas e com os casos, emocionalmente, profissionalmente e com muitas piadas secas.

## Elenco
| Personagem | Personagem | Personagem | Personagem | Personagem | Personagem   |
| ---------- | ---------- | ---------- | ---------- | ---------- | ------------ |
|            | Principal  |            | Recorrente |            | Participação |

| Ator                | Personagem             | Cargo                                              | Temporadas   | Temporadas | Temporadas | Temporadas | Temporadas | Temporadas   | Temporadas | Temporadas | Temporadas   | Temporadas |
| Ator                | Personagem             | Cargo                                              | 1            | 2          | 3          | 4          | 5          | 6            | 7          | 8          | 9            | 10         |
| ------------------- | ---------------------- | -------------------------------------------------- | ------------ | ---------- | ---------- | ---------- | ---------- | ------------ | ---------- | ---------- | ------------ | ---------- |
| David Caruso        | Lt. Horatio Caine      | CSI Nível 3 Supervisor (turno do dia)              | Principal    | Principal  | Principal  | Principal  | Principal  | Principal    | Principal  | Principal  | Principal    | Principal  |
| Emily Procter       | Det. Calleigh Duquesne | CSI Nível 3 Supervisor Assist. (turno do dia)      | Principal    | Principal  | Principal  | Principal  | Principal  | Principal    | Principal  | Principal  | Principal    | Principal  |
| Adam Rodriguez      | Det. Eric Delko        | CSI Nível 3                                        | Principal    | Principal  | Principal  | Principal  | Principal  | Principal    | Principal  | Principal  | Principal    | Principal  |
| Khandi Alexander    | Dr. Alexx Woods        | Examinadora Médica (Realocada)                     | Principal    | Principal  | Principal  | Principal  | Principal  | Principal    | Recorrente | Recorrente |              |            |
| Rory Cochrane       | Tim Speedle            | CSI Nível 3 (Assassinado)                          | Principal    | Principal  | Principal  |            |            | Participação |            |            |              |            |
| Kim Delaney         | Lt. Megan Donner       | CSI Nível 3 Supervisor (turno do dia) (Demitiu-se) | Principal    |            |            |            |            |              |            |            |              |            |
| Sofia Milos         | Det. Yelina Salas      | Detetive de Homicídios                             | Participação | Recorrente | Principal  |            | Recorrente | Recorrente   | Recorrente |            |              |            |
| Jonathan Togo       | Det. Ryan Wolfe        | CSI Nível 3                                        |              |            | Principal  | Principal  | Principal  | Principal    | Principal  | Principal  | Principal    | Principal  |
| Rex Linn            | Sgt. Frank Tripp       | Detetive de Homicídios                             | Participação | Recorrente | Recorrente | Recorrente | Principal  | Principal    | Principal  | Principal  | Principal    | Principal  |
| Eva LaRue           | Natalia Boa Vista      | CSI Nível 3                                        |              |            |            | Recorrente | Principal  | Principal    | Principal  | Principal  | Principal    | Principal  |
| Megalyn Echikunwoke | Dr. Tara Price         | Examinadora Médica (Presa)                         |              |            |            |            |            |              | Principal  |            |              |            |
| Eddie Cibrian       | Jesse Cardoza          | CSI Nível 2 (Assassinado)                          |              |            |            |            |            |              |            | Principal  | Participação |            |
| Omar Benson Miller  | Walter Simmons         | CSI Nível 1                                        |              |            |            |            |            |              |            | Principal  | Principal    | Principal  |

### Personagens principais

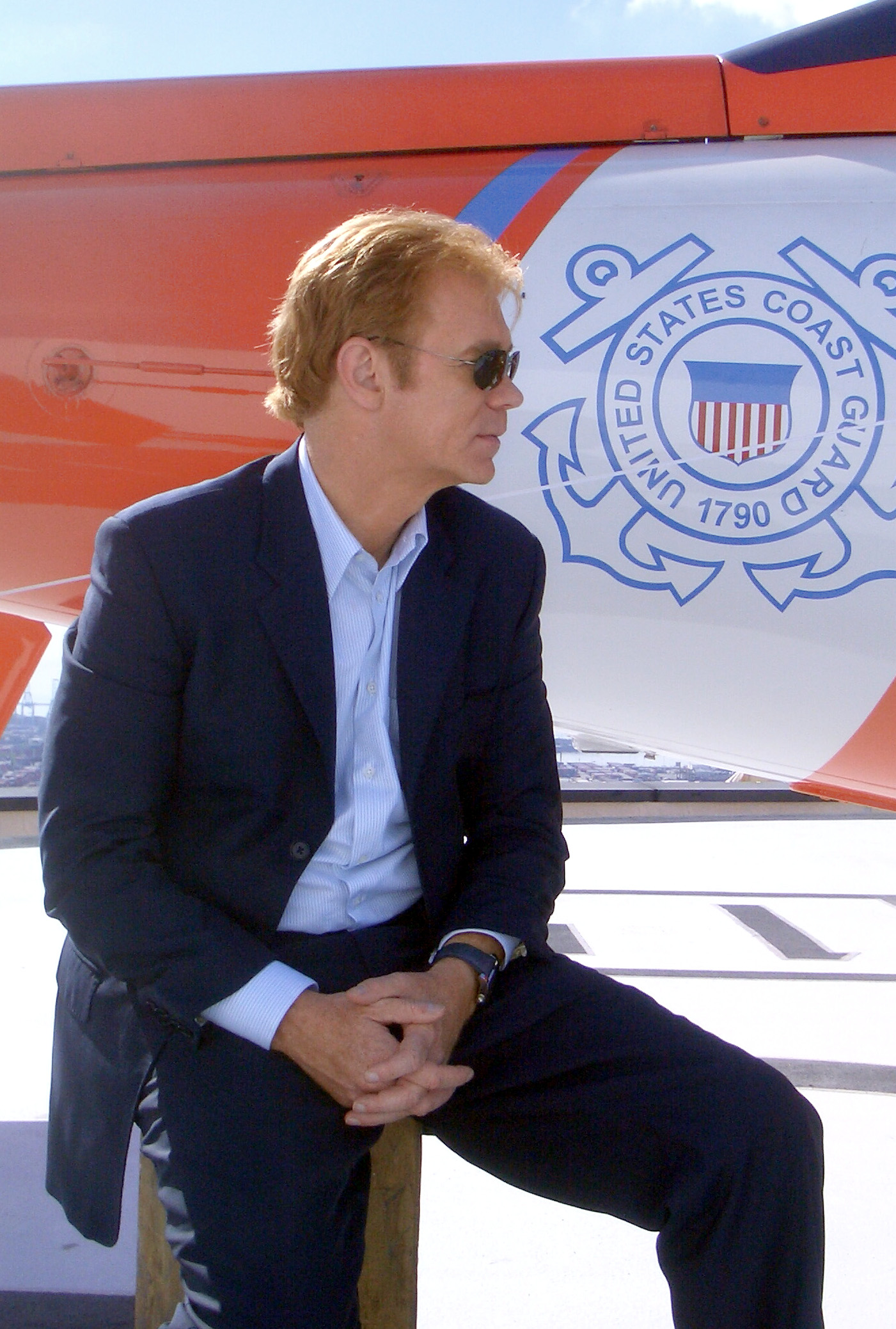
David Caruso durante as filmagens da série.

- Horatio Caine (David Caruso): Horatio Caine está bem dotado de um instinto para o crime, liderando a equipe de detetives forenses da cidade de Miami e estão enfrentando a resolução de casos na cidade dos EUA. Uma cidade marcada pelo pluralismo racial e cultural, bem como por um clima tropical, culpado, às vezes, os crimes de paixão e instintos mais vis. Seus amigos e colegas o chamam de "H". No primeiro episódio da 6° temporada ("Dangerous Son", em português, "Filho Perigoso"), Horatio descobre que tem um filho chamado Kyle Harmon, suspeito de um crime. Para Horatio é difícil tentar resolver o caso sem deixar o amor ao seu filho de lado e, no final, não conseguiu demonstrar que ele é totalmente inocente. Pensou-se que Horatio morreu no último episódio da 6° temporada, mas depois descobriu-se que tudo tinha sido planejado em conjunto com o detetive Ryan Wolfe, para que os inimigos de Horatio pensassem que ele tivesse realmente morrido (o tenente havia recebido ameaças de morte em várias ocasiões). Olhando para a justiça a todo custo, está confiante em sua equipe para o nível de quando eles se envolvem em problemas administrativos nunca vira as costas, mas faz as investigações necessárias a fim de chegar à verdade.
- Calleigh Duquesne (Emily Procter): Calleigh é uma renomada especialista em balística capaz de identificar de relance a arma que veio de uma tampa encontrado na cena do crime. Seu passado talvez a predestinou, já que seus pais foram pistoleiros fora da lei. Ela própria era uma adolescente infratora, mas foi capaz de deixar o passado para trás e graduar-se na faculdade. A sua vontade de aprender, seu entusiasmo e sua história com armas, a levaram de uma vida de crimes, à polícia forense de Miami. Na 7° temporada Calleigh começa um relacionamento com Eric Delko, que aparentemente se esfria pelo tempo na 9ª temporada. No último episódio da série, Calleigh adota duas crianças.
- Ryan Wolfe (Jonathan Togo): A equipe liderada por Horatio Caine conta em sua 3° temporada com a adição de um novo agente, o detetive Ryan Wolfe para cobrir a baixa de Tim Speedle, que morreu no primeiro episódio durante um tiroteio. É um oficial de patrulha da polícia de Miami, inteligente e com grande capacidade de liderança, cuja especialidade é a genética. Sua rápida reação em um acidente faz com que Horatio fique impressionado e pouco a pouco vai se unindo à equipe de CSI. No começo, ele estava com problemas de jogo isso, que lhe vai causar uma suspensão administrativa, em seguida, passado de volta para a equipe de CSI.
- Eric Delko (Adam Rodriguez): Delko é de origem cubana e chegou à Flórida, enquanto ainda estava no ventre de sua mãe. Atleta por natureza, se destacou como nadador na Universidade da Flórida. Depois de entender que seu sonho de ganhar uma medalha olímpica nunca se realizaria, dedicou-se à academia de polícia para entrar mais tarde na equipe de CSI Miami. É irmão de Marisol Delko Caine, que mais tarde viria a se casar com Horatio e ser assassinada por Antonio Riaz. Na 5° temporada, ele viaja para o Rio de Janeiro com Horatio para vingar sua irmã. Na 7° temporada, depois de um atentado contra sua vida, ele encontra seu verdadeiro pai, chamado Alexander Sharov (mentor do ataque), chefe de sua família. No último episódio da 7° temporada, Eric tenta ajudar seu pai a escapar dos homens que o obrigaram a cometer crimes. Delko deixa a equipe na 8° temporada e é substituído por Jesse Cardoza. Na 9° temporada ele retorna em seu antigo posto.
- Natalia Boa Vista (Eva LaRue): Natalia foi vítima de abuso por parte do marido, Nick Townsend (interpretado por Rob Estes). Sua associação com mulheres espancadas ajudou a equipe de CSI a resolver o assassinato de uma mulher morta pelo ex-marido em "Collision". Natalia é uma analista de DNA, inicialmente designada apenas para trabalhar em casos de frio ou não resolvidos, mas este foi, até ao final da 4° temporada, apenas um disfarce para ela. No final da 4° temporada, foi revelado que Natalia era uma informante do FBI designada para ajudar a construir um caso contra Horatio Caine. Isso causou um pouco de raiva por parte da equipe de CSI, mas depois sai do FBI e eles a aceitam como membro permanente do CSI.
- Frank Tripp (Rex Linn): Frank é um detetive da Divisão de Homicídios do Departamento de Polícia de Miami-Dade. Muitas vezes, acompanha Horatio Caine e sua equipe de CSIs para a cena do crime, ele ajuda no serviço de mandados de busca ou de registro. Tem profundo conhecimento dos procedimentos forenses e respeita os esforços e resultados da equipe de CSI (em comparação ao seu homólogo no CSI: Crime Scene Investigation, o capitão Jim Brass). Consequentemente, tem um bom relacionamento com todos os CSIs, particularmente com Calleigh Duquesne. No primeiro episódio da 6° temporada, aparece de uniforme e explica que é porque passou no exame para sargento da polícia de Miami Dade, a concessão da galões apropriados.
- Dr. Tom Loman (Christian Clemenson): O examinador médico atual. Apesar da natureza macabra de seu trabalho, ele parece genuinamente animado por ele, mesmo realizando uma autópsia na mosca para alguns estudantes de medicina em um cadáver doados para a ciência, que foi finalmente descoberto para ser uma vítima de um crime de CSI estavam investigando. Em contraste com seu comportamento geralmente otimista, ele faz, ocasionalmente, lamento a forma como pessoas violentas pode ser um para o outro
- Jesse Cardoza (Eddie Cibrian): Foi um oficial de policia de Los Angeles, transferido para Miami, (em "Out of Time"). Aparece trabalhando em Miami-Dade e logo é transferido para Los Angeles. Retorna a Miami-Dade no episódio "Hostile Takeover" da 8° temporada, ocupando o posto de Delko.
- Drª. Alexx Woods (Khandi Alexander): Médica Forense. Desde pequena cuidava de seus cinco irmãos, enquanto seus pais trabalhavam. Calculista e sempre disposta a ajudar quem precisa, Alexx tomou a decisão de ser médica com apenas 12 anos, para poder ajudar os outros. Obteve excelente notas, que a colocaram em um dos primeiros postos de sua promoção. Enquanto estudava, conheceu seu noivo e, ao terminar seus estudos, teve muitas oportunidades de emprego. Mas nem tudo são flores, pois um dia enquanto observava a ficha de um paciente que estava prestes a ser operado, percebeu que a ficha estava errada, comunicou então ao cirurgião e ele não lhe deu razão. Horas mais tarde o paciente morreu durante a cirurgia, e como esperado o cirurgião jogou toda a culpa em Alexx Woods. Por causa deste incidente, Alexx não pode mais exercer medicina em sua cidade natal, e passou a auxiliar o médico legista em Nova Iorque. Finalmente, ela foi chamada para trabalhar na equipe CSI Miami, onde ela seria levado mais tarde com sua família. Por assuntos familiares, abandonou CSI no 19° episódio da 6° temporada.
- Detetive Yelina Salas (Sofia Milos): Uma detetive de homicídios colombiana freqüentemente conectada à investigações de CSI e a viúva do irmão do Horatio, Raymond Caine. Mais tarde, ela começa um relacionamento com o sargento Rick Stetler. Yelina deixa a equipe e move-se para o Rio de Janeiro com a família dela, porém mais tarde volta para Miami como uma investigadora particular. Ela continua a ser uma boa amiga de Horatio ao longo da série.
- Tim Speedle (Rory Cochrane): Tim nasceu em Siracusa. Seu pai era dono de uma cadeia de restaurantes, graças à qual nunca teve problemas financeiros. Sua mãe trabalhou como assistente social, o que se reflete nas atitudes de Tim. Tim morreu em um tiroteio, já que sua arma não funcionou por falta de manutenção. Ele aparece na 6° temporada como o produto de uma alucinação de Delko e mencionado por Jesse Cardoza no episódio de estreia da oitava temporada ("Out of Time"), em um flashback, que leva a 1997.
- Megan Donner (Kim Delaney): Uma eficiente e dedicada CSI, que foi vista como recorrente na 1° temporada, já que, desde que o marido foi assassinado decidiu abandonar a equipe.
- Maxine Valera (Boti Bliss): Analista de DNA. Ela foi temporariamente suspensa de suas funções como analista na 3° temporada por erros técnicos e em seguida foi reinstituída na 4° temporada.  Ela tem um mau hábito de tomar atalhos com evidência, que causou a suspensão e trouxe-a também sob suspeita, quando o laboratório foi investigado pelo FBI. Ela vai a um encontro com o ex-marido de Natalia Boa Vista, Nick Townsend, e pensam que ela é a assassina dele depois que ele aparece assassinado, embora esta hipótese provou para ser falso. Jake Berkley (que investigou o caso) continuava insistindo que ela e Natalia tinham matado ele, apesar do fato de que Townsend foi brutalmente espancado até a morte. Ela e Natalia foram limpas do caso, no entanto, quando é revelado que a morte de Nick Townsend está relacionada com ocaso de Lauren Sloan e o marido dela, Jeff Murdock.
- Drª. Tara Price (Megalyn Echikunwoke): Tara é a nova examinadora médica, após o assassinato da substituta de Alexx Woods. Na 7° temporada Tara se torna viciada em OxyContin por isso é presa sob acusação de roubo agravado, furto e alteração de provas.
- Walter Simmons (Omar Benson Miller): Um nativo de Louisiana e especialista em roubo de arte, que se transfere ao longo do turno da noite para se juntar a equipe de Horatio na 8° temporada. Grande compilação de Simmons é frequentemente intimidante para os suspeitos, no entanto, ele é mostrado como um dos membros mais carinhoso e compassivos da equipe. Ele é extremamente amigo de Ryan e Jesse e desenvolve uma amizade com o CSI Raymond Langston.

## Episódios
| Temporada | Temporada | Episódios | Início                 | Término            | Exibição nos EUA | Lançamento em DVD      | Lançamento em DVD       | Lançamento em DVD |
| Temporada | Temporada | Episódios | Início                 | Término            | Exibição nos EUA | Região 1               | Região 2                | Discos            |
| --------- | --------- | --------- | ---------------------- | ------------------ | ---------------- | ---------------------- | ----------------------- | ----------------- |
|           | 01        | 24        | 23 de setembro de 2002 | 19 de maio de 2003 | 2002 – 2003      | 29 de junho de 2004    | 21 de fevereiro de 2005 | 7                 |
|           | 02        | 24        | 22 de setembro de 2003 | 24 de maio de 2004 | 2003 – 2004      | 31 de dezembro de 2004 | 20 de fevereiro de 2006 | 7                 |
|           | 03        | 24        | 20 de setembro de 2004 | 23 de maio de 2005 | 2004 – 2005      | 22 de novembro de 2005 | 23 de outubro de 2006   | 7                 |
|           | 04        | 25        | 19 de setembro de 2005 | 22 de maio de 2006 | 2005 – 2006      | 31 de outubro de 2006  | 15 de outubro de 2007   | 7                 |
|           | 05        | 24        | 18 de setembro de 2006 | 14 de maio de 2007 | 2006 – 2007      | 30 de outubro de 2007  | 21 de setembro de 2008  | 6                 |
|           | 06        | 21        | 24 de setembro de 2007 | 19 de maio de 2008 | 2007 – 2008      | 9 de setembro de 2008  | 27 de julho de 2009     | 6                 |
|           | 07        | 25        | 22 de setembro de 2008 | 18 de maio de 2009 | 2008 – 2009      | 15 de setembro de 2009 | 7 de junho de 2010      | 7                 |
|           | 08        | 24        | 21 de setembro de 2009 | 24 de maio de 2010 | 2009 – 2010      | 12 de outubro de 2010  | 25 de julho de 2011     | 7                 |
|           | 09        | 22        | 3 de outubro de 2010   | 8 de maio de 2011  | 2010 - 2011      | 27 de setembro de 2011 | 25 de junho de 2012     | -                 |
|           | 10        | 19        | 25 de setembro de 2011 | 8 de abril de 2012 | 2011 - 2012      | 25 de setembro de 2012 | Julho 2012              | -                 |

## Prêmios e indicações

### Prêmios
ASCAP Award:
- Top TV Series – 2006
- Top TV Series – 2005

ASC Award:
- Excelência em Cinematografia em Filmes da Semana / Mini-série '/ Piloto para a Rede Básica ou TV de Radiodifusão, pelo episódio "Cross Jurisdiction" (episódio piloto) – 2003

Emmy:
- Excelência em Habilidade de Coordenação – 2007
- Excelência em Cinematografia para uma série de câmera única – 2003[6]

BMI Film & TV Awards:
- BMI TV Music Award – 2008
- BMI TV Music Award – 2005
- BMI TV Music Award – 2003

California on Location Awards:
- Assistente de Direcção Local do Ano - Televisão (Teamsters Local 399) – 2007

Image Awards:
- Exelência em Melhor Atriz Coadjuvante em Série Dramática (Khandi Alexander) – 2005

Motion Picture Sound Editors:
- Melhor Edição de Som em Música para Televisão – Short Form, for episode "Rio" – 2007
- Melhor Edição de Som em Forma Longa para Televisão – Sound Effects & Foley, for episode "Crimewave" – 2005

People's Choice Awards:
- Nova Série Dramática de Televisão Favorita – 2003

### Nomeações
ACS Awards:
- Excelência em Cinematografia na Série de TV Episódios, pelo episódio "Inside Out" – 2008
- Excelência em Cinematografia na Série de TV Episódios, pelo episódio "Darkroom" – 2007

ALMA Awards:
- Melhor Ator em Série de Televisão Dramática (Adam Rodríguez) – 2008

Emmy:
- Excelência em Edição de Som para Série – 2007
- Excelência em Edição de Som para Série – 2003

Image Awards:
- Melhor Atriz Coadjuvante em Série Dramática (Khandi Alexander) – 2007
- Melhor Atriz Coadjuvante em Série Dramática (Khandi Alexander) – 2006
- Excelência em Série Dramática – 2006

Imagen Foundation Awards:
- Melhor Atriz Coadjuvante - Televisão (Eva LaRue) – 2007
- Melhor Atriz Coadjuvante - Televisão (Eva LaRue) – 2006
- Melhor Ator Coadjuvante - Televisão (Adam Rodríguez) – 2005

Motion Picture Sound Editors:
- Melhor Edição de Som em Efeitos Sonoros e Foley para Televisão – Short Form, pelo episódio "Come As You Are" – 2007
- Melhor Edição de Som em Televisão Short Form – Dialogue and Automated Dialogue Replacement, pelo episódio "Three-Way" – 2006
- Melhor Edição de Som em Televisão Short Form – Efeitos Sonoros & Foley, pelo episódio "Urban Hellraisers" – 2006
- Melhor Edição de Som em Televisão Short Form – Efeitos Sonoros & Foley, pelo episódio "Lost Son" – 2005
- Melhor Edição de Som em Televisão Episódico – Efeitos Sonoros & Foley, pelo episódio "Grand Prix" – 2004

Young Artist Awards:
- Melhor Performance em Série de Televisão – Guest Starring Young Actor (Cole Petersen) pelo episódio "Stand Your Ground" – 2008
- Melhor Performance em Série de Televisão– Guest Starring Young Actor (Alex Black) – 2005
- Melhor Performance em Série de Televisão – Guest Starring Young Actress (Sara Paxton) – 2004
- Melhor Performance em Série Dramática de Televisão – Guest Starring Young Actor (Seth Adkins) – 2003
- Melhor Performance em Série Dramática de Televisão – Guest Starring Young Actor (Raja Fenske) – 2003

'Teen Choice Awards':
- Melhor Série de Ação - 2012

## Canais de transmissão
- Argentina

Canal 9.
- Brasil

AXN, Rede Record e TNT Séries
- Chile

Canal 13
- Colômbia

Citytv (Bogotá)
- Costa Rica

Teletica
- El Salvador

TCS Canal 2
- Espanha

AXN e Telecinco
- França

TF1
- Estados Unidos

CBS
- Equador

Canal Teleamazonas
- Itália

Italia 1
- México

XHGC-TV (Canal 5) e AXN
- Panamá

RPC TV Canal 4
- Paraguai

Canal 9
- Porto Rico

Wapa Canal 4
- Portugal

AXN, SIC, FOX e FOX Crime
- Peru

Andina de Television
- Suíça

TSR
- Uruguai

Saeta TV Canal 10

## Lançamento em DVD
| Temporada | Temporada              | Nº de Episódios | Exibição original | Saída em DVD           |
| --------- | ---------------------- | --------------- | ----------------- | ---------------------- |
|           | Temporada 1: 2002-2003 | 24              | 2002; 2003        | 29 de Junho de 2004    |
|           | Temporada 2: 2003-2004 | 24              | 2003; 2004        | 31 de Dezembro de 2004 |
|           | Temporada 3: 2004-2005 | 24              | 2004; 2005        | 22 de Novembro de 2005 |
|           | Temporada 4: 2005-2006 | 25              | 2005; 2006        | 31 de Outubro de 2006  |
|           | Temporada 5: 2006-2007 | 24              | 2006; 2007        | 30 de Outubro de 2007  |
|           | Temporada 6: 2007-2008 | 21              | 2007; 2008        | 9 de Setembro de 2008  |
|           | Temporada 7: 2008-2009 | 25              | 2008; 2009        | Julho de 2010          |
|           | Temporada 8: 2009-2010 | 24              | 2009; 2010        | Julho 2011             |
|           | Temporada 9: 2010-2011 | 22              | 2010; 2011        | Julho 2012             |

## Recepção da crítica
Em sua primeira temporada, CSI: Miami teve recepção geralmente favorável por parte da crítica especializada. Com base de 30 avaliações profissionais, alcançou uma pontuação de 69% no Metacritic. Por votos dos usuários do site, atinge uma nota de 6.0, usada para avaliar a recepção do público.